# Hexatoma (Hexatoma) bicolor
Hexatoma (Hexatoma) bicolor is een tweevleugelige uit de familie steltmuggen (Limoniidae). De soort komt voor in het Palearctisch gebied.